# Je ne dis pas non
Pour plus de détails, voir Fiche technique et Distribution.
Je ne dis pas non est un film français réalisé par Iliana Lolic, sorti en 2009.

## Synopsis
Adèle est une jeune femme, assistante littéraire aux éditions Le Félin. Adèle est une jeune femme lunaire, dans son monde qui se satisfait d'amants occasionnels et plus ou moins réguliers qu'elle ne sait pas trop comment éconduire... en effet Adèle ne sait pas dire « Non ! ». Mais un jour, dans un café, elle rencontre Matteo, journaliste italien et écrivain en panne d'inspiration. Les deux s'apprivoisent avec précaution...

## Fiche technique
- Titre : Je ne dis pas non
- Réalisation et scénario : Iliana Lolic
- Production : Pascal Verroust
- Photographie : Wilfrid Sempe
- Son : Olivier Peria
- Musique : Alexei Aigui
- Montage : Pascale Chavance
- Costumes : Marielle Robaut
- Décors : Samuel Bordet
- Pays de production :  France
- Tournage : 2008
- Date de sortie : France : 8 juillet 2009

## Distribution
- Sylvie Testud : Adèle
- Stefano Accorsi : Matteo
- Laurent Stocker : Vincent
- Constance Dollé : Agathe
- Nicolas Giraud : Guillaume
- Gilles Cohen : François
- Anne Loiret : Fanny
- Marc Fayet : Marc
- Hervé-Axel Colombel : le patron du café
- Christophe Reymond : l'ami de Matteo
- Bruno Ricci
- Alix Poisson